# Les Cadets de la mer
Pour le film de Christy Cabanne, voir Les Cadets de la mer (film, 1925).
Pour plus de détails, voir Fiche technique et Distribution.
Les Cadets de la mer (Navy Blue and Gold) est un film américain réalisé par Sam Wood, sorti en 1937.

## Synopsis
Trois jeunes hommes sont admis à l'Académie navale d'Annapolis (Maryland) : Richard Gates est le fils d'une riche famille, John "Truck" Cross est un engagé qui veut absolument devenir officier, Roger Ash est un jeune arrogant qui défie les traditions de la Navy dès qu'il le peut. Ils deviennent amis, partagent la même chambrée et jouent dans l'équipe de football de l'académie. Patricia, la sœur de Richard, va être courtisée par les deux amis de son frère. John a cependant un secret, à son époque son père a été mis dehors de l'académie d'une manière déshonorante.

## Fiche technique
- Titre original : Navy Blue and Gold
- Titre français : Les Cadets de la mer
- Réalisation : Sam Wood
- Scénario : George Bruce, d'après son roman Navy Blue and Gold
- Direction artistique : Cedric Gibbons
- Costumes : Dolly Tree
- Photographie : John Seitz
- Son : Douglas Shearer
- Montage : Robert J. Kern
- Musique : Edward Ward
- Production : Sam Zimbalist, Sam Wood
- Société de production : Metro-Goldwyn-Mayer
- Société de distribution : Loew's Inc.
- Pays de production :  États-Unis
- Langue originale : anglais
- Format : noir et blanc — 35 mm — 1,37:1 — son Mono (Western Electric Sound System)
- Genre : Comédie dramatique
- Durée :94 minutes
- Dates de sortie : 
  - États-Unis : 19 novembre 1937
  - France : 17 août 1938

## Distribution
- Robert Young : Roger Ash

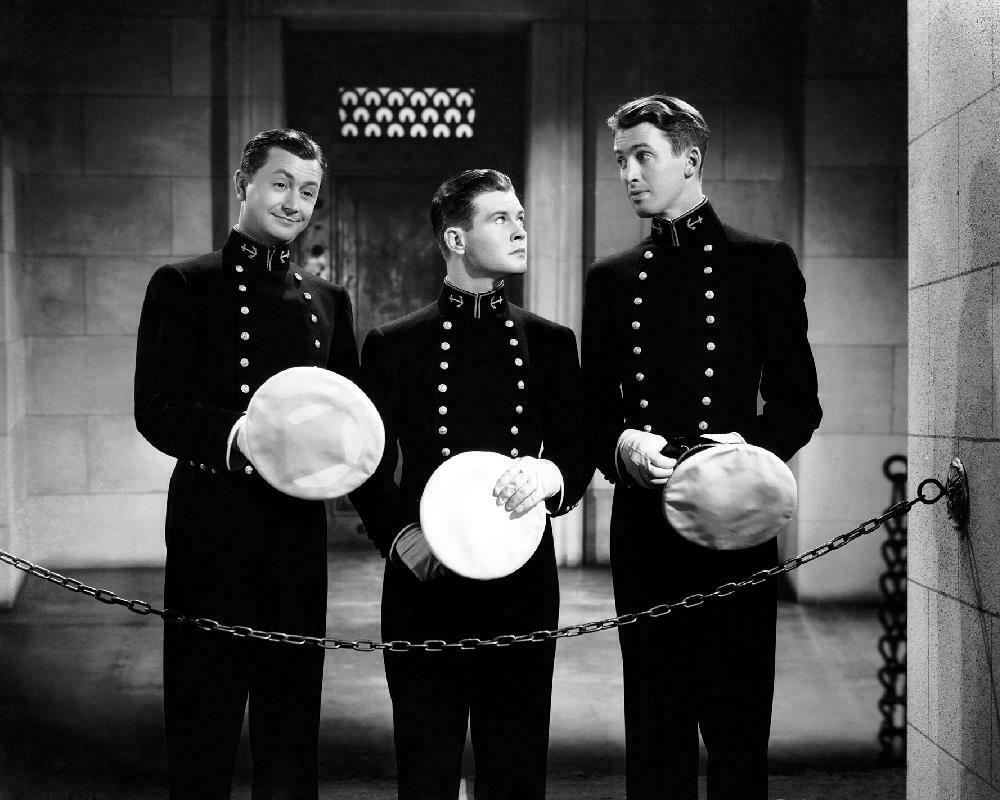
Robert Young, Tom Brown et James Stewart dans une scène du film.

- James Stewart : John Carter, alias John "Truck" Cross
- Florence Rice : Patricia Gates
- Billie Burke : Mme Alyce Gates
- Lionel Barrymore : "Skinny" Dawes
- Tom Brown : Richard Gates Jr.
- Samuel S. Hinds : Richard Gates Sr.
- Paul Kelly : Tommy Milton
- Barnett Parker : Graves
- Frank Albertson : Weeks
- Minor Watson : Lieutenant Milburn
- Robert Middlemass (en) : le superintendant
- Phillip Terry (en) : Kelly
- Charles Waldron : Commodore Carter
- Pat Flaherty : l'entraîneur de Southern Institute
- Dennis Morgan : le second lieutenant
- Matt McHugh (en) : Heckler
- Ted Pearson : Harnet